# Kickoff

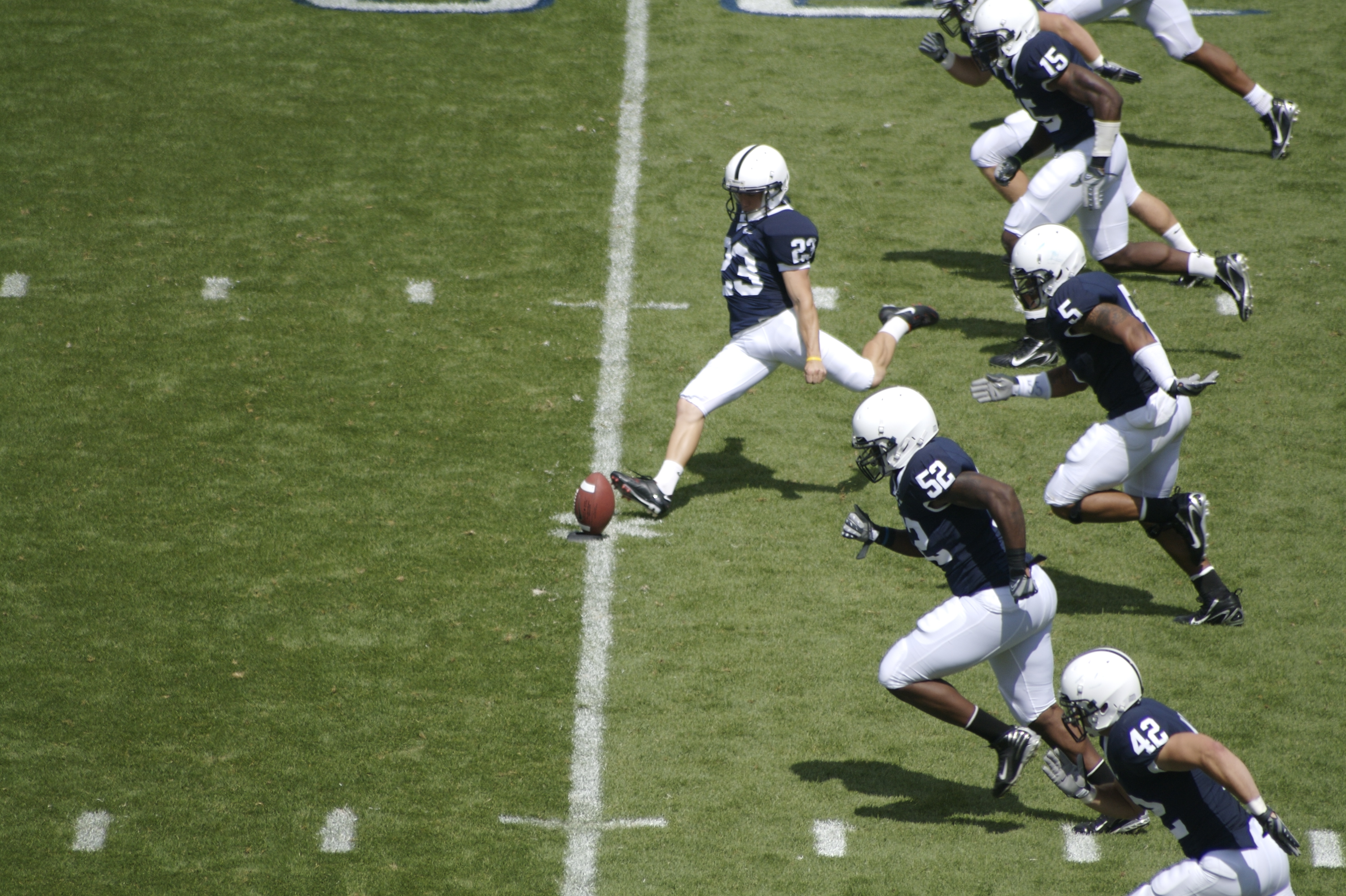
Le kicker donne un coup de pied dans le ballon pour lancer le match.

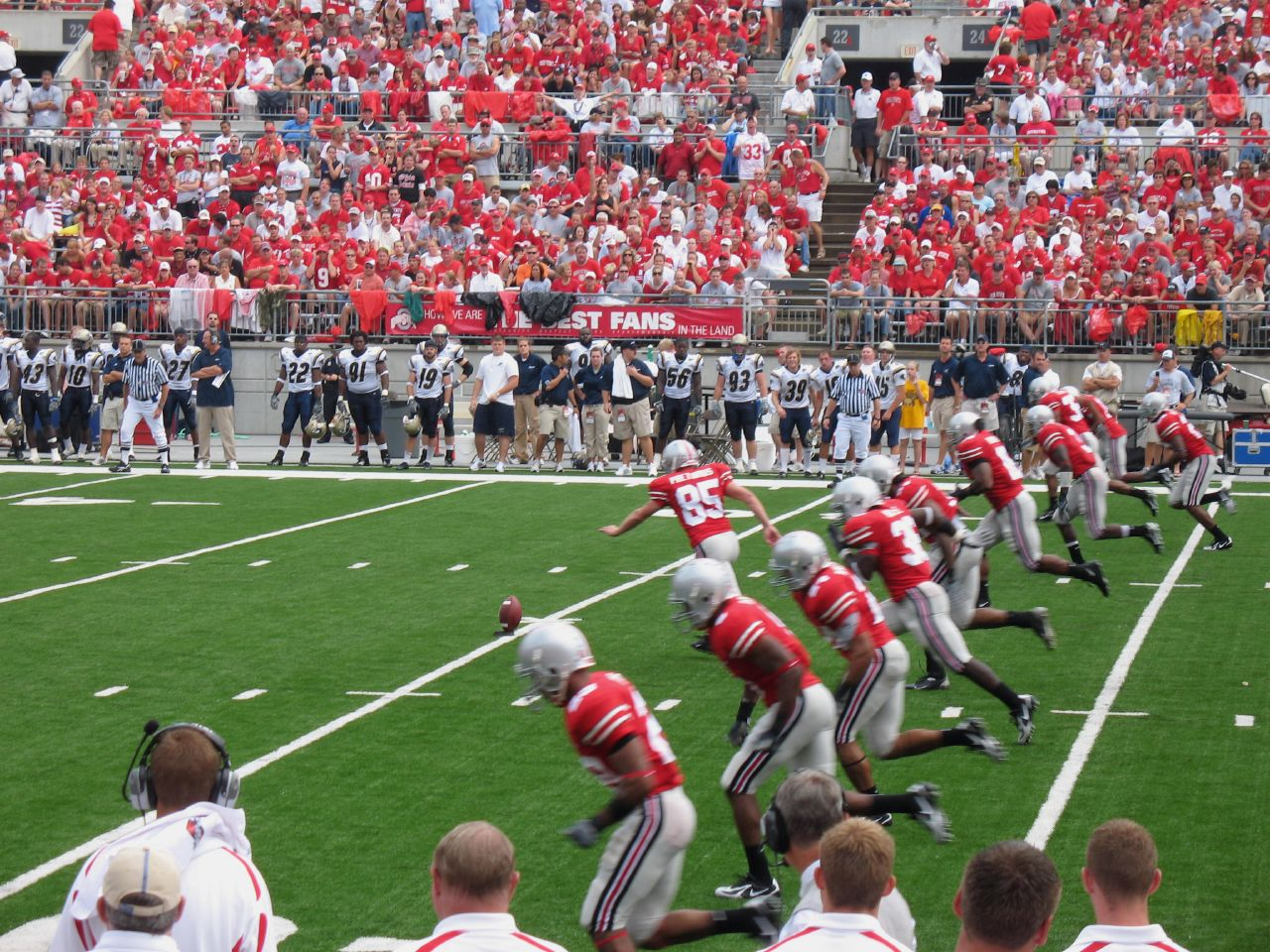
Personne ne doit dépasser le ballon tant qu'il n'est pas tiré.

Un kickoff (coup d'envoi en français ou botté d'envoi au Canada) est une méthode permettant de démarrer ou de redémarrer le jeu au football américain.
On nomme généralement kickoff le tir démarrant chaque mi-temps et kick les autres tirs effectués en cours de match.
Au Canada, outre le terme botté d'envoi, on utilise souvent botté d'après-touché ou botté de reprise selon les circonstances.

## Développement
Un kickoff a lieu au début de chaque mi-temps et à certaines occasions. Il peut également y en avoir en prolongation(s).
L'équipe qui effectue le kickoff au début de la première mi-temps est traditionnellement choisie lors d'un tirage au sort à pile ou face. Par conséquent, l'autre équipe tire celui du début de deuxième mi-temps.
Après un touchdown (touché au Canada) et son extra point (transformation au Canada) ou après un field goal (placement au Canada), un kickoff est effectué par l'équipe qui a marqué afin de permettre à l'autre équipe de récupérer la possession du ballon.
Au niveau professionnel, l'équipe qui effectue le kickoff le fait à partir de sa ligne des 35 yards (verges au Canada).  Aucun joueur de l'équipe ne peut dépasser cette ligne tant que le ballon n'est pas dégagé par le kicker et les joueurs de l'autre équipe ne peuvent s'en approcher à moins de 10 yards.
Habituellement, l'équipe dégage le ballon vers le fond du terrain adverse, celui-ci ne pouvant sortir en touche à moins de 10 yards du kicker ou placekicker (botteur au Canada) soit au minima dès la ligne des 40 yards. L'équipe qui reçoit le ballon place donc ses meilleurs joueurs à cet endroit.
Le tir peut également être un « squib kick » (botté court au Canada). Le kicker effectue alors un tir bas et peu fort, dans le but de surprendre la défense et pour éviter un retour de kickoff (retour de botté au Canada). Cette action a néanmoins le désavantage de réduire la distance à parcourir par l’équipe qui reçoit le ballon.
Lors d'un kickoff, le ballon arrive généralement aux environs de la end zone (selon le vent), où le kick returner (spécialiste des retours de bottés au Canada) peut soit faire un fair catch (arrêt de volée au Canada) s'il n'estime pas une course utile et faire démarrer le prochain jeu à l'endroit de l'arrêt de volée, ou réceptionner puis courir vers la end zone adverse. Un kick returner est généralement un joueur très agile : wide receiver (receveur éloigné au Canada), cornerback (demi de coin au Canada) ou running back (porteur de ballon au Canada).
Parfois le tir ou le vent sont si puissants que le ballon sort des limites du terrain avant la ligne d'en-but ce qui provoque un touchback et fait repartir automatiquement l'attaque adverse depuis sa ligne des 25 yards.
Il existe également un kickoff spécial dénommé onside kick : le kicker effectue un tir court le plus proche possible de l'équipe adverse dans le but  de le recouvrir avant qu'il ne soit repris par un joueur adverse. La possession du ballon est ainsi conservée celui-ci n'étant pas rendu à l'adversaire. Cette action est assez rare de par la grosse prise de risque qu'elle entraîne. Elle a lieu généralement quand une équipe doit conserver la possession du ballon pour espérer revenir au score.
Enfin, lorsqu'une équipe concède un safety (touché de sûreté au Canada), elle doit dégager le ballon en effectuant un free kick sur sa propre ligne des 25 yards à la manière d'un punter (botteur de dégagement).